# Ardisia ramondiiformis
Ardisia ramondiiformis Pit. – gatunek roślin z rodziny pierwiosnkowatych (Primulaceae). Występuje naturalnie w Wietnamie oraz Chinach (w prowincji Hajnan). 

## Morfologia
PokrójZimozielony krzew dorastający do 0,7 m wysokości, tworzący rozłogi.
LiścieBlaszka liściowa ma odwrotnie jajowaty lub lancetowaty kształt. Mierzy 20–40 cm długości oraz 6–12,5 cm szerokości, jest ząbkowana na brzegu, ma klinową nasadę lub zbiegającą po ogonku i tępy lub ostry wierzchołek. Ogonek liściowy jest nagi i ma 5–20 mm długości.
KwiatyZebrane w wiechach o długości 10 cm, wyrastają z kątów pędów. Mają działki kielicha o owalnym kształcie i dorastające do 1–2 mm długości. Płatki są eliptyczne lub owalne i mają czerwoną lub różową barwę.
OwocPestkowce mierzące 7-8 mm średnicy, o kulistym kształcie.

## Biologia i ekologia
Rośnie w lasach oraz na brzegach cieków wodnych i terenach skalistych. 